# Jan Mikusiński
Jan Mikusiński (3 avril 1913 Stanisławów  - 27 juillet 1987 Katowice) est un mathématicien polonais connu pour son travail en analyse. Mikusiński a développé et donné des fondations mathématiques solides au calcul opérationnel créé au XIXe siècle par Oliver Heaviside, calcul très utile pour la résolution des équations différentielles. Mikusiński a utilisé la théorie des distributions de Laurent Schwartz ainsi que la théorie de la transformation de Laplace. Son calcul opérationnel est basé sur une algèbre de convolution des fonctions en relation avec la transformation de Fourier. À partir du produit de convolution, il arrive à définir un corps de fractions.

## Œuvres
- Rachunek operatorów (Operatorenrechnung, 1953, Operatorenrechnung, VEB Deutscher Verlag der Wissenschaften, Berlin 1957, The Operational Calculus, Pergamon Press, Oxford, 1983)
- An Introduction to Analysis- From Number to Integral, Wiley, 1993
- The Bochner Integral, Birkhäuser, 1978
- avec Piotr Antosik, Roman Sikorski, Theory of distributions – the sequential approach, Elsevier, 1973.
- avec Stanisław Hartman, The theory of Lebesgue Measure and Integration, Pergamon Press, Oxford, 1961.

## Distinctions
- 1950 : Prix Stefan-Banach